# Шенефельд (Штайнбург)
Шенефельд (нем. Schenefeld) — община в Германии, в земле Шлезвиг-Гольштейн.
Входит в состав района Штайнбург. Подчиняется управлению Шенефельд. Население составляет 2415 человек (на 31 декабря 2010 года). Занимает площадь 5,16 км².